# Remixed & Revisited
A Remixed & Revisited Madonna amerikai énekesnő remixalbuma, amelyet 2003. november 24-én adott ki a Maverick Records. A válogatásalbumot alapvetően azért jelentették meg, hogy támogassa az énekesnő előzőleg megjelent albumát, az American Life-ot. Néhány országban a CD-t albumként, másokban kislemezként jegyezték. Eddig világszerte kb. egy millió példányt adtak el belőle. A megjelenést követően a Maverick perben állt a Warner Music-kal és végül Madonnát kivásárolták a részben általa alapított Maverickből. Ez volt az énekesnő utolsó albuma, amelyet a Maverick adott ki.

## Albumtörténet
A megjelenés előtt rengeteg pletyka keringett arról, hogy Madonna egy visszatekintő szettet fog kiadni, hogy megünnepelje karrierjének 20. évfordulóját. Ez azonban elmaradt és helyette jelentették meg a Remixed & Revisited-et. Az EP több az American Life-on szereplő dal remixét, a Bedtime Stories éra egy kiadatlan dalát és a 2003-as MTV Video Music Awards-on élőben előadott Like a Virgin-t tartalmazza. Az énekesnő egyébként maga is bevallotta, hogy az EP-t alapvetően azért jelentették meg, hogy több életet vigyen az American Life-ba, amit mind a kritikusok, mind a rajongók hűvösen fogadtak.

## Számok
| #  | Cím | Szerző                                                | Producer                                                                  | Remixelte                                                                             | Hossz |
| -- | --- | ----------------------------------------------------- | ------------------------------------------------------------------------- | ------------------------------------------------------------------------------------- | ----- |
| 1. | Nothing Fails (Nevins Mix)                                                                                             | Madonna, Guy Sigsworth, Jem Griffiths                 | Madonna és Mirwais Ahmadzaï. További producer Mark "Spike" Stent          | Remixelte és további producer Jason Nevins. További producer Vin Nigro és Joe "Magic" | 3:50  |
| 2. | Love Profusion (Headcleanr Rock Mix)                                                                                   | Madonna, Mirwais Ahmadzaï                             | Madonna és Mirwais Ahmadzaï                                               | Remixelte és további producer Ray Carroll                                             | 3:16  |
| 3. | Nobody Knows Me (Mount Sims Old School Mix)                                                                            | Madonna, Mirwais Ahmadzaï                             | Madonna és Mirwais Ahmadzaï                                               | Remixelte és további producer Mount Sims a Jacques Socket Music-tól                   | 4:44  |
| 4. | American Life (Headcleanr Rock Mix)                                                                                    | Madonna, Mirwais Ahmadzaï                             | Madonna és Mirwais Ahmadzaï                                               | Remixelte és további producer Ray Carroll                                             | 4:01  |
| 5. | Like a Virgin/Hollywood Medley (2003 MTV VMA fellépés) (featuring Christina Aguilera, Britney Spears és Missy Elliott) | Madonna, Mirwais Ahmadzaï, Billy Steinberg, Tom Kelly |                                                                           |                                                                                       | 5:34  |
| 6. | Into the Hollywood Groove (The Passengerz Mix) (featuring Missy Elliott)                                               | Madonna, Mirwais Ahmadzaï, Stephen Bray               | Soul Diggaz a Goldmind Inc./Violator Managementtől. Vágás: The Passengerz | Mixelte Chris Giffin a Nightlife Productions-től                                      | 3:42  |
| 7. | Your Honesty (korábban meg nem jelentetett dal)                                                                        | Madonna, Dallas Austin                                | Madonna és Dallas Austin                                                  | Remixelte Daniel Abraham                                                              | 4:07  |

## Alkotók
- Masztering: Pat Kraus
- Fotózás: Regan Cameron
- Művészi rendezés/design: Kevin Reagan és Bret Healey

## Listás szereplés
Az EP egyből a Billboard Top 40-es Dance albumlista első helyén nyitott, miközben a Billboard 200-as albumlistán csak a 115. helyet sikerült elérnie. A Remixed & Revisitedből a mai napi 125 000 darabot adtak el az USA-ban.

## Érdekességek
A Your Honesty eredetileg a Bedtime Stories érában született 1994-ben. A számot Madonna és Dallas Austin írta, és eredetileg a Honesty címet kapta.
Az Into the Hollywood Groove-ot a GAP divatcég farmerreklámjaihoz írták 2003-ban.
Az American Life Headcleanr Rock Mixe az énekesnő 2004-es Re-Invention World Tour turnéján szerepelt.

## Kislemezek
- „Into the Hollywood Groove”
- „Your Honesty”: a Bedtime Stories kiadatlan dala.

## Listás helyezések
Album
| Toplista (2003)                   | Csúcspozíció |
| --------------------------------- | ------------ |
| U.S. Billboard 200                | 115          |
| UK Dance albumlista               | 1            |
| Magyarország Top 40-es albumlista | 85           |
| Japán albumlista                  | 33           |
| Svájci Top 100-as albumlista      | 80           |
| Kanadai Top 100-as albumlista     | 74           |
| Mexikói albumlista                | 32           |

Kislemez
| Lista (2003)                     | Csúcspozíció |
| -------------------------------- | ------------ |
| Olasz Top 50-es kislemezlista    | 2            |
| Dán Top 20-as kislemezlista      | 16           |
| Finn Top 20-as kislemezlista     | 12           |
| Görög Top 50-es kislemezlista    | 1            |
| Portugál Top 20-as kislemezlista | 1            |